# Arnau Ortiz
Arnau Ortiz Sánchez (Figueres, 29 ottobre 2001) è un calciatore spagnolo, attaccante dello Śląsk Breslavia.

## Carriera

### Club
Il 18 luglio 2024 viene acquistato a titolo definitivo dalla squadra polacca dello Śląsk Breslavia.

## Statistiche

### Presenze e reti nei club
Statistiche aggiornate al 18 maggio 2025.
| Stagione        | Squadra         | Campionato      | Campionato | Campionato | Coppe nazionali | Coppe nazionali | Coppe nazionali | Coppe continentali | Coppe continentali | Coppe continentali | Altre coppe | Altre coppe | Altre coppe | Totale | Totale |
| Stagione        | Squadra         | Comp            | Pres       | Reti       | Comp            | Pres            | Reti            | Comp               | Pres               | Reti               | Comp        | Pres        | Reti        | Pres   | Reti   |
| --------------- | --------------- | --------------- | ---------- | ---------- | --------------- | --------------- | --------------- | ------------------ | ------------------ | ------------------ | ----------- | ----------- | ----------- | ------ | ------ |
| gen.-giu. 2022  | Peña Deportiva  | SDR             | 15         | 4          | CR              | 0               | 0               | -                  | -                  | -                  | -           | -           | -           | 15     | 4      |
| 2022-2023       | Real Murcia     | PF              | 31         | 5          | CR              | 1               | 0               | -                  | -                  | -                  | -           | -           | -           | 32     | 5      |
| 2023-gen. 2024  | Eldense         | SD              | 9          | 0          | CR              | 2               | 0               | -                  | -                  | -                  | -           | -           | -           | 11     | 0      |
| gen.-giu. 2024  | FC Cartagena    | SD              | 14         | 0          | CR              | 0               | 0               | -                  | -                  | -                  | -           | -           | -           | 14     | 0      |
| 2024-2025       | Śląsk Breslavia | EK              | 27         | 2          | CP              | 2               | 0               | UECL               | 4                  | 0                  | -           | -           | -           | 33     | 2      |
| Totale carriera | Totale carriera | Totale carriera | 96         | 11         |                 | 5               | 0               |                    | 4                  | 0                  |             | -           | -           | 105    | 11     |